# 양정의숙
양정의숙(養正義塾)은 1905년 2월 엄주익(嚴柱益)이 창설한 근대식 사립학교로 현 양정고등학교와 양정중학교의 전신이다. 1905년 5월 12일 개강하였다. 법률학과·경제학과를 두었으나 1913년 '조선교육령'에 의해 전공학과는 폐지되고, 교명을 양정고등보통학교로 개칭하였다.
설립자 엄주익은 1904년 군무협판(軍務協辦)으로 도일하여 당시 일본의 새 문물을 견학·시찰한 후 감명을 받고 귀국, 당시 상황에서의 급선무는 교육의 보급임을 절감하여 학교를 세우게 되었다. 그는 처음에 그의 뜻에 찬동하는 7-8인과 더불어 나라를 구할 인재를 배양하기 위하여 '몽이양정(夢以養正)'이란 기치를 들고 숙장(塾長)이 되었다. 1907년 7월 엄비(嚴妃)가 경선궁(慶善宮)·영친왕궁(英親王宮)에 소속된 전남의 함평(咸平)·무안(務安)·광양(光陽), 경기도 이천·풍덕(豊德) 등 토지 약 200만 평을 하사했다.
저명한 졸업생으로는 대한 광복회 총사령 박상진(1884~1921), 백산 안희제 등이 있다.

## 참고 자료
- 이 문서에는 다음커뮤니케이션(현 카카오)에서 GFDL 또는 CC-SA 라이선스로 배포한 글로벌 세계대백과사전의 내용을 기초로 작성된 글이 포함되어 있습니다.